# Caecidotea filicispeluncae
Caecidotea filicispeluncae är en kräftdjursart som beskrevs av Bowman och Hobbs 1983. Caecidotea filicispeluncae ingår i släktet Caecidotea och familjen sötvattensgråsuggor. Inga underarter finns listade i Catalogue of Life.